# Smithornis rufolateralis
Il beccolargo africano dai fianchi rossicci (Smithornis rufolateralis Gray, G. R., 1864) è un uccello passeriforme della famiglia degli Eurilaimidi.

## Tassonomia
Se ne riconoscono due sottospecie:
- Smithornis rufolateralis rufolateralis, la sottospecie nominale, diffusa dalla Sierra Leone all'Angola;
- Smithornis rufolateralis budongoensis van Someren, 1921, diffusa in Congo e Uganda;

La specie deve sia il proprio nome scientifico che quello comune dalla livrea: rufolateralis deriva infatti dall'unione delle parole lingua latina rūfus ("rossiccio") e lateralis ("laterale").

## Descrizione

### Dimensioni
Misura una quindicina di centimetri di lunghezza, coda compresa.

### Aspetto
Si tratta di uccelli dall'aspetto robusto, muniti di grossa testa e di un becco molto largo alla base.

La livrea è bianca alla base del becco e su mento, gola, groppa e al centro del petto e del ventre, mentre i lati di questi ultimi due e i fianchi sono bianco-grigiastri con le singole penne dotate di una linea longitudinale nera: il dorso, la coda e le ali sono bruno-nerastri, queste ultime con copritrici secondarie munite ciascuna di una macchia tondeggiante di colore bianco. La testa e la nuca sono nere, mentre all'altezza di ciascuna clavicola è presente una macchia di color ruggine alla quale questa specie deve il nome: tale macchia è più estesa e vivida nei maschi, così come la colorazione nera del corpo. In ambedue i sessi becco e zampe sono grigio-nerastri e gli occhi sono bruno-rossicci.

## Distribuzione e habitat
Questa specie è presente in due popolazioni separate, una diffusa lungo la fascia costiera dalla Sierra Leone al nord dell'Angola e ad est fino al Congo centrale e l'altra diffusa i Congo orientale e Uganda: il suo habitat naturale è rappresentato dalla foresta pluviale, dove occupa in genere la volta.

## Biologia
Si tratta di uccelli diurni che vivono da soli, in coppie o al più in piccoli gruppi e che passano la maggior parte del tempo alla ricerca di cibo fra la vegetazione arborea.

### Alimentazione
Questi uccelli hanno una dieta essenzialmente insettivora, basata su insetti e altri piccoli invertebrati: questa viene integrata anche con frutta matura e bacche.

### Riproduzione
La riproduzione di questi uccelli non è finora mai stata osservata, pertanto si ignorano le loro abitudini riproduttive.